# Àngel Llàcer
Àngel Llàcer Pinós (Barcelona, España, 16 de enero de 1974) es un actor, director teatral y presentador de televisión español. Es conocido a raíz de su participación en los programas Operación Triunfo, Tú sí que vales, las nueve ediciones de Tu cara me suena, incluyendo Tu cara me suena mini y Tu cara no me suena todavía,  los especiales y Bloqueados por el muro.

## Biografía
Estudió en el Liceo Francés de Barcelona, donde se inicia al teatro con el profesor Gerald Escamilla. Dicho profesor le ayudó mucho en sus estrenos teatrales, y fue quien le animó a seguir su sueño, ya que empezó estudiando Dirección de Empresas en ESADE. En 1997 se licencia en Arte Dramático por el Instituto del Teatro de Barcelona, completando su formación en los Cursos Internacionales para la Formación del Actor de San Miniato (Italia) y en la Escuela de Teatro Oficial de Berlín (Alemania). Adquirió experiencia como docente impartiendo clases de canto en varios seminarios de la Escola de Teatre Musical Eòlia (2001-2003), de interpretación en la Escuela de Teatro Musical (2000-2001), de bailes de salón en la Universidad Politécnica de Cataluña (1996-1999) y de teatro en ESADE (1993-1997).
Paralelamente, desarrolla su carrera como actor teatral, interpretando obras como El somni de Mozart (1998) y Mein Kampf (2000), por las que recibió, en ambas ocasiones, el Premio Butaca como mejor actor. Asimismo, en 2002 fue nominado al Premio Max como mejor actor de reparto por su papel en The Full Monty. Ese septiembre de ese mismo año estrena en el Teatro Borrás de Barcelona su primer espectáculo como director: El somni d'una nit d'estiu, de William Shakespeare.
Su debut en televisión fue durante el verano de 2001, en el programa Arteria 33, del canal autonómico catalán C33, donde presenta una sección de teatro. Pero fue su participación en el concurso de canto Operación Triunfo lo que le convirtió en un rostro conocido para el gran público. Llàcer participó en las dos primeras ediciones (2001 y 2002) como profesor de interpretación, logrando gran popularidad por su carácter histriónico y sus gritos a los concursantes. Ello le llevó también a convertirse en colaborador del programa de RNE Un día a la vista durante la temporada 2002-03.
Tras desvincularse de Operación Triunfo, en otoño de 2003 debutó como presentador en otro concurso de Televisión Española, Pequeños grandes genios. En 2004 tuvo una breve experiencia como director y presentador de City a cegues, un late show emitido por el canal local barcelonés CityTV. En esta misma cadena presentó esa temporada el programa especial de fin año Hem fet el cinc!.
En 2005, coincidiendo con la cuarta edición de Operación Triunfo -emitido ya en Telecinco- Llàcer decidió regresar al concurso de canto. En esta ocasión, además de profesor de la Academia, presentó El Chat de la Academia, un espacio interactivo entre la audiencia y los concursantes emitido tras las galas semanales del concurso. El programa cosechó destacados resultados de audiencia, superando habitualmente el 30 % de cuota de pantalla, muy por encima de la media de la cadena.
En enero de 2006 estrenó en TV3 el late show diario El salt de l'Àngel, que presentó hasta su retirada, tres meses después. Paralelamente, presentó en La Sexta Anónimos, un programa de bromas con cámara oculta protagonizado por famosos.
En enero de 2008 volvió a la pequeña pantalla como jurado del talent show Tú sí que vales, trabajo que compaginó con su regreso a Operación Triunfo, tras estar ausente en la edición de 2007. En esta ocasión, además de repetir como profesor de interpretación y presentador de El chat, Llàcer ejerció como director de la Academia, en sustitución de Kike Santander.
En septiembre de 2008 regresó a La Sexta para presentar el concurso semanal de karaoke No te olvides la canción, adaptación del formato estadounidense Don't forget the lyrics. Sin embargo, el programa se mantuvo poco tiempo en pantalla, tras cosechar registros de audiencia inferiores a la media de la cadena.
En octubre de 2008 estrena el musical Què!, bajo su dirección y con música de Manu Guix y texto de Àlex Mañas en el teatro Coliseum de Barcelona.
En marzo de 2009 regresó de nuevo a TVE en Los mejores años, junto a Carlos Sobera.
En enero de 2010 se estrena como presentador en Antena 3 con el programa La escobilla nacional. Este formato está basado en la parodia del mundo rosa con imitaciones de personajes como Belén Esteban, Kiko Matamoros, Jesús Mariñas y otros habituales de la actualidad del corazón.
El 3 de diciembre de 2010 estrena Geronimo Stilton, el musical del Regne de la Fantasia en el Teatre Condal de Barcelona, bajo su dirección y con música y canciones originales de Manu Guix y libreto de Enric Llort, espectáculo basado en el personaje creado por Elisabetta Dami. El musical permanece en cartel hasta el 27 de marzo de 2011 y, posteriormente, realizó una gira por Cataluña. Durante este tiempo que el espectáculo estuvo en cartel atrajo a más de 100 000 espectadores. Este éxito llevó al estreno de la adaptación en español del musical en Madrid, donde se representó en el Teatro La Latina del 30 de marzo al 20 de mayo de 2012. El espectáculo volvió a ser representado en el Teatre Condal del 6 de diciembre de 2012 al 6 de enero de 2013. Actualmente se encuentra de gira por toda España. Gerónimo Stilton, el musical del Regne de la Fantasia fue galardonado en 2011 con el Premio Butaca al Mejor Musical y el Premio de Teatro Musical al Mejor Musical Infantil.
Actualmente, desde septiembre del 2011 ejerce como profesor y miembro del jurado del programa de televisión Tu cara me suena. Además, es director, presentador y creador junto a Manu Guix del programa Els Optimistes, que se emite de lunes a viernes en las mañanas de Catalunya Ràdio. En dicho programa, se popularizaron sus famosas frases: ¡Pero que no lo véis! ...¡tiene que ganar tu cara me suena!
En noviembre de 2012 publica su primer libro, Parece difícil, ¡pero no lo es!, donde explica a través de anécdotas y vivencias personales y profesionales las fórmulas no magistrales para encontrar el éxito personal. Al menos lo que a él le ha funcionado en su vida para sentirse bien. Àngel Llàcer utiliza algunas de sus vivencias para desgranar conceptos como la vocación, el esfuerzo, el compromiso, el estatus, la dignidad, el sentido del humor, la empatía o la coherencia. Todo con la única finalidad de tratar de disfrutar de la vida y ser feliz. El libro va ya por su tercera edición, y en 2013 ha salido a la venta su versión en catalán: Sembla difícil, però no ho és!.
En febrero de 2015 Llacer fue el encargado de presentar la gala de los Premios Gaudí del cine catalán. Asimismo, junto con la cantante Chenoa, presentaron el programa de fin de año juntos con las campanadas en TV3 desde la avenida de la Reina María Cristina de Barcelona, donde se celebra la fiesta de Cap d'Any para dar la bienvenida al nuevo año con un espectáculo musical y pirotécnico.
Entre los meses de julio a octubre de 2020 presentó el concurso Bloqueados por el muro en La 1 de Televisión Española.

## Trayectoria profesional

### Teatro
- Mala sang, actor (1997)
- El somni de Mozart, actor y director de actores (1998)
- Mesura per mesura, actor  (1999)
- Fes córrer la veu, actor  (1999)
- Quédate con la copla, director (1999)
- Mein Kampf, actor  (1999)
- La tienda de los horrores, actor (2000)
- A Little Night Music, actor (2000)
- The Full Monty, actor (2001)
- Salinger, actor (2002)
- El somni d'una nit d´estiu, director (2002)
- Ja en tinc 30, director (2004)
- Teatre sense animals, actor (2004
- La màgia dels Kikids, director y autor (2005)
- Tenim un problema, director y actor (2005)
- Ya van 30, director y actor (2007)
- Què, el nou musical, director (2008)
- Boeing boeing, actor (2009)
- La doble vida d'en John (2010)
- Geronimo Stilton, Director (2010)
- Madame Melville, Director  (2011)
- Splenda amb el Mag Lari (2012)
- El petit princep, Director y actor (2014-presente)
- Molt soroll per no res, Director y actor (2015)
- Un cop l'any, director (2017)
- Frankenstein, actor (2018)
- La jaula de las locas, director y actor (2018 - 2023)
- La tienda de los horrores, director, junto a Manu Guix (2019)
- Cantando bajo la lluvia, director (2021-2023)
- Los productores, director y actor (2023 - 2024)

### Televisión
| Año             | Programa                    | Canal            | Notas                      |             |     |
| --------------- | --------------------------- | ---------------- | -------------------------- | ----------- | --- |
| 2001            | Arteria 33                  | Canal 33         | Colaborador                |             |     |
| 2001-2002       | Operación Triunfo           | La 1             | Profesor de la academia    |             |     |
| 2002-2003       | Pequeños grandes genios     | La 1             | Presentador                |             |     |
| 2004            | City a cegues               | City TV          | Presentador                |             |     |
| 2004            | Hem fet el cinc!            | City TV          | Presentador                |             |     |
| 2005; 2008-2009 | Operación Triunfo           | Telecinco        | Profesor de la academia    |             |     |
| 2005            | Operación Triunfoː El chat  | Telecinco        | Presentador                |             |     |
| 2006            | El salt de l'Àngel          | TV3              | Presentador                |             |     |
| 2006            | Anónimos                    | La Sexta         | Presentador                |             |     |
| 2008-2009       | Tú sí que vales             | Telecinco        | Jurado                     |             |     |
| 2008            | No te olvides la canción    | La Sexta         | Presentador                |             |     |
| 2009            | Los mejores años            | La 1             | Colaborador                |             |     |
| 2010            | La escobilla nacional       | Antena 3         | Presentador                |             |     |
| 2011            | Drag superstar              | TVCanaria        | Jurado                     |             |     |
| 2011 - presente | Tu cara me suena            | Antena 3         | Jurado y profesor          |             |     |
| 2012            | Menuda Noche                | Canal Sur TV     | Invitado                   |             |     |
| 2013            | Un Air de star              | M6               | Jurado y profesor          |             |     |
| 2013            | Gala Drag Queen 2014        | Nova / TVCanaria | Presentador                |             |     |
| 2014            | Tu cara me suena mini       | Antena 3         | Jurado y profesor          |             |     |
| 2014            | Hable con ellas             | Telecinco        | Invitado                   |             |     |
| 2015            | Comics                      | TV3              | Presentador                |             |     |
| 2015-2016       | Campanadas Fin de Año       | TV3              | Presentador                |             |     |
| 2016            | Trabajo temporal            | La 1             | Invitado                   |             |     |
| 2016            | OT: El Reencuentro          | La 1             | Profesor de interpretación |             |     |
| 2017            | Tu cara no me suena todavía | Antena 3         | Jurado                     |             |     |
| 2017            | Lolita tiene un plan        | La 1             | Invitado                   |             |     |
| 2017            | Me resbala                  | Antena 3         | Invitado                   |             |     |
| 2019            | Juego de niños              | La 1             | Invitado                   |             |     |
| 2020            | Burradas                    | YouTube          | Presentador                |             |     |
| 2020            | Bloqueados por el muro      | La 1             | Presentador                |             |     |
| 2022            | 20 años de OT               | La 1             |                            |             |     |
| 2022            | Terra baixa                 | Presentador      | TV3                        |             |     |
| 2023            | La puntual                  | Presentador      | Presentador                | TV3         |     |
| 2025            | Sóc i seré                  | Presentador      | Presentador                | Presentador | TV3 |
| 2025            | Collapse                    | Presentador      | Presentador                | Presentador | TV3 |

## Doblaje
- Playmobil: La pelicula (emperador Maximus")

## Premios
- Premio Butaca 1998: Mejor Actor Musical, El somni de Mozart.
- Premio Butaca 2000: Mejor Actor de Reparto, Mein Kampf.
- Nominación al premio Max 2002 The Full Monty.
- Premio Neox Fan Awards 2013: El mejor beso, junto con David Bustamante.
- Premio Neox Fan Awards 2014: El más crack, Tu cara me suena.